# Anticarsia unilineata
Anticarsia unilineata är en fjärilsart som beskrevs av M.Gaede 1940. Anticarsia unilineata ingår i släktet Anticarsia och familjen nattflyn. Inga underarter finns listade i Catalogue of Life.